# زبان اشاره گینه بیسائویی
زبان اشاره گینه بیسائویی زبان اشاره‌ای است که توسط ناشنوایان و کم شنوایان در گینه بیسائو استفاده می‌شود.